# Villanueva Mesía
Villanueva Mesía település Spanyolországban, Granada tartományban. Villanueva Mesía Montefrío, Íllora, Moraleda de Zafayona, Huétor-Tájar és Loja községekkel határos. Lakosainak száma 1979 fő (2024).

## Népesség
A település népessége az elmúlt években az alábbi módon változott:
| Lakosok száma | 1982 | 2091 | 2147 | 2173 | 2137 | 2045 | 2030 | 2021 | 2038 | 1979 |
|               | 2001 | 2004 | 2006 | 2009 | 2011 | 2014 | 2016 | 2019 | 2021 | 2024 |